# 牙狼〈GARO〉～RED REQUIEM～
《牙狼〈GARO〉〜RED REQUIEM〜》（直譯：紅色安魂曲）。為2010年10月30日上映，特攝劇集《牙狼》系列的首部3D電影。電影分級為PG-12。第23屆東京國際電影節參展作品。

## 劇情簡介
最凶的7大使徒恐懼獸即將復活於人世間，魔戒騎士．鋼牙奉命即刻踏上狩獵之旅。
旅途中，邂逅了管轄該城市的魔戒法師．阿卡札、西格特以及烈花等人，眾人一同以消滅魔鏡恐懼獸．卡爾瑪為目標。

## 登場角色
冴島鋼牙
- 小西遼生 飾／澤畠流星 飾（兒時）

繼承「黃金騎士 牙狼」稱號的魔戒騎士，收到監視所－殲滅使徒恐懼獸的任務，而來到了由魔戒法師．阿卡札管轄的港灣城市。
在幫忙收拾掉巴貝爾後，孤高冷淡的態度引起了烈花的不滿。
魔戒法師 烈花（れっか）
- 松山瑪麗 飾

女魔戒法師，使用兩用魔導筆－筆刷收納時即為橫笛之用。
第一人稱為男子氣慨的「俺」。自尊心高，好勝心強烈。最厭惡被人看不起。
體術、格鬥技優異，亦可操控魔界龍幼魚進行戰鬥，戰鬥能力遠超過其他法師；具備獨立封印素體恐懼獸的實力。
和同為魔戒法師的阿卡札、西格特為老戰友。為了一報魔鏡恐懼獸．卡爾瑪的殺父之仇，學會了封印恐懼獸的法術歸來。
即使擁有足以媲美魔戒騎士的實力，卻因其性別而無法實踐成為魔戒騎士的願望，始終是她心中的遺憾。為此，曾封住稱她為「小妹妹」的札爾巴的嘴。
由於亟欲復仇的心過於強烈，忽略了周遭情況，導致鋼牙為了救她而身受重傷，而在鋼牙的一番話後，讓她明白了「守護者」的使命和義務。
在捨棄強烈的自尊心及好勝的性格後，和鋼牙合力消滅了卡爾瑪。
鋼牙準備離開之際，將一隻魔界龍幼魚送給了鋼牙作為兩人間的羈絆與約定信物。
魔戒法師 阿卡札（魔戒法師 アカザ）
- 齋藤洋介 飾

使用巨大魔導筆與恐懼獸戰鬥的中年魔戒法師。
擅長操弄巨大魔導筆、佈置結界及召喚式神的法術。
負責管轄鋼牙到訪的港灣都市，平時以雜貨店「阿卡多」店長作為偽裝，意外地對於商品價格十分堅持。
受到卡爾瑪幻象的影響，希望能藉由卡爾瑪完成再度見到逝去妻女的心願，而暗中與之勾結（以結界隱藏卡爾瑪的陰我之氣）。
在鋼牙得知原因後並未苛責，反倒使得他更加慚愧內疚，於是承諾將輔助鋼牙封印卡爾瑪。
最終戰時，阿卡札在鋼牙、烈花苦戰之際，犧牲自我以靈魂方式進入魔鏡空間，將笛子交付予烈花演奏喚醒英靈的安魂曲，點燃反擊的狼煙。
魔戒法師 西格特（魔戒法師 シグト）
- 倉貫匡弘 飾

阿卡札弟子，亦為搭檔。使用有雙頭筆刷的魔導筆。
擅長使用魔針盤探測恐懼獸的位置及魔導具，具有佈置結界的能力。
作戰時，負責操控魔戒獸．號龍。
近戰能力比起烈花遜色不少，不過作為魔戒法師的實力確實不在話下。舉凡邪氣的搜索、結界佈置，以及號龍使用，成為了鋼牙和烈花的後盾。
師傅阿卡札死後，繼承了其巨大魔導筆。
劍義（ケンギ）
- 津田寬治 飾

曾與年幼的鋼牙相遇，鋼牙隨要求追隨他，但遭到拒絕。
作風剛硬強烈，向年幼的鋼牙告誡了身為魔戒騎士的使命（狩獵恐懼獸）及作戰的意義。
實為烈花的父親，在執行消滅卡爾瑪的任務中不幸喪生。
終戰時，烈花吹奏安魂曲，召喚了犧牲於卡爾瑪手下的英靈們，此時劍義也以英靈的方式再次出現於烈花面前。

## 魔戒騎士
龍陣牙狼 ／竜陣牙狼
藉由烈花吹奏安魂曲，召喚了為數眾多、犧牲於卡爾瑪手下的英靈，在大量英靈與牙狼鎧甲．魂金融合後，牙狼新型態便應運而生。
背部多了龍陣裝飾以及猶如龍一般的長尾，武器為外型變化為火焰般、閃耀金色光芒的龍陣牙狼劍。

## 恐懼獸
魔鏡恐懼獸 卡爾瑪 ／魔鏡ホラー カルマ
- 原紗央莉 飾／肘井美佳 聲（特別客串）

七大使徒恐懼獸之首。出現於港灣都市。
平時棲身於名為「魔鏡空間」的異空間裡，不曾現身於人類世界，因此，要打倒她必須前往魔鏡空間裡。
和普通恐懼獸不同，透過鏡子來映射出人們內心的慾望藉以迷惑人類的魂魄，一旦鎖定獵物後便會將其拉入魔鏡空間中。也可以使人們心中的陰我成長為恐懼獸並成為其僕人。
能於鏡子間自由穿梭，甚至能以鏡的空間奪走鋼牙的鎧甲的能力。而下述的魔鏡傭兵、瓦拉希等，來自於遭卡爾瑪捕食的人們的情念所生成的使魔，卡爾瑪也有能夠無限製造的能力。
擅長使用鏡子來控制空間、製造幻覺等各式各樣的能力，都曾讓鋼牙等人陷入苦戰。
平時為身著將近半裸的紫色洋裝的熟女形象，透過鏡子向克魯斯、席翁發號施令。
而在鋼牙、烈花進入了魔鏡空間後，其真實型態才展露出來－四肢周遭有大量鏡之碎片聚集、巨大化的全裸女性姿態。
四肢皆可自在的變化，無論遠、近距離攻擊都能得心應手；另外，長舌也能匯集碎片伸長來進行攻擊。
最終戰，一度用壓倒性的力量壓制著鋼牙、烈花，直到烈花吹響安魂曲打開突破口，鋼牙借助了死於卡爾瑪手下的英靈們的力量得到了新鎧甲．龍陣牙狼，最後遭到一擊貫穿。
克魯斯 ／クルス
- 笠原紳司 飾

為魔鏡所迷惑，擁有魔力的金髮男子。
對於卡爾瑪絕對服從，和席翁一起行動。徒手戰鬥及劍術的能力甚至於鋼牙之上。
恐懼獸型態時，其攻擊武器為左肩的觸手和尾巴。
原型為畫家．來棲謙一（中尾彬 飾），詩音為其逝世的愛人，由於過度思念詩音，找了許多女子來描繪肖像畫，卻又以「妳不是詩音」為由，將人殺害。
此時，卡爾瑪於鏡中顯現，告訴他只要碰觸鏡子就能實現願望；而後，來棲返老還童回到年輕時的模樣，愛人詩音也藉由遭殺害的女子復活了（幻象），兩人相擁。
自此之後，來棲將靈魂賣給了卡爾瑪，並化名為克魯斯，成了卡爾瑪的手下。
在席翁被打倒後，克魯斯也恢復成了原先中年的樣貌。
以恐懼獸型態與鋼牙戰鬥時，卻被奪回鎧甲的鋼牙反擊擊殺，變成鏡子的碎片消滅。
席翁 ／シオン
- 江口弘美 飾

和克魯斯共同行動的神秘女子。
卡爾瑪將被克魯斯殺死的女子，變為克魯斯死去的戀人．詩音之模樣的幻象。
平時捧著卡爾瑪的鏡子。格鬥實力高強，甚至在烈花之上。
右肩有著白色羽翼，服裝上以羽毛裝飾並泛著淡淡的微光，此即為其恐懼獸樣貌。
後遭烈花召喚魔戒龍幼魚群攻擊，於克魯斯懷中湮滅。
魔鏡傭兵 ／魔鏡の傭兵
黑衣傭兵部隊，使魔。
被認為是遭卡爾瑪捕食的人們所生之憎惡的情念所化身。
如同黑暗般，不管打倒多少個，都能夠從卡爾瑪的邪心不斷生成。
瓦拉希 ／ワラシ
- 笹野鈴鈴音 飾

充滿謎團的少女。
根據阿卡札的猜測，可能為卡爾瑪捕食的人們所生之悲傷及怨念的混合體。
為卡爾瑪的先兵，她邀請人們進入魔鏡空間，另外也成功扮演分化、阻撓鋼牙等人的角色。
巴烏魯 ／バウル
- 久米田彩 飾

故事開頭，被阿卡札等人識破原形而對峙的恐懼獸。
於人間界的化身為推著嬰兒車的母親，而車內的嬰兒正是魔塔恐懼獸．巴貝爾的偽裝。
基本外型和一般素體恐懼獸差異不大，體色為白，角的形狀稍有不同。
後遭趕往現場的烈花一擊消滅。
魔塔恐懼獸 巴貝爾 ／魔塔ホラー ベビル
擁有鋼鐵身軀的七大使徒恐懼獸之一。以恐懼獸為主食。
外型、動作模式為公牛，頭部設計為斷頭台刀具。附身原因詳情不明。
曾擬態為小嬰兒，和擬態為母親的巴烏魯一起行動；而最糟的情況是扮演母親的巴烏魯可能會被捕食。
體型笨重，但擁有強大破壞力及鋼鐵般堅硬的皮膚，主要攻擊武器為頭部的斷頭台式刀刃，不過同時也是它的弱點。
在巴烏魯遭烈花打倒後，才現出原形。最終，遭到鋼牙一分為二。

## 相關用語
使徒恐懼獸 ／使徒ホラー
降臨於人世間，七大凶惡恐懼獸的總稱。
以七大陷阱元素為主，具有相當高度的智慧及強大實力。令無數的魔戒騎士和魔戒法師失去寶貴的性命。
除了卡爾瑪、巴貝爾以外，其他5隻並未於本作登場。但依然有設定如下：
魔塵恐懼獸 達羅達 ／魔塵ホラー ダロダ
全身為微粒子的集合體。能和地上的沙或塵埃進行結合，基本體積可無上限增加。
魔雷恐懼獸 巴庫基 ／魔雷ホラー バクギ
擁有如同閃電般的移動能力。古時候，多伴隨著落雷現身；而在現代卻是隨處可見。
魔紙恐懼獸 帕爾克 ／魔紙ホラー パルク
能將描繪於自身持有之魔紙上的畫進行實體化。多用於陷阱。
魔針恐懼獸 尼多爾 ／魔針ホラー ニドル
能力為透過特殊的針來操控其他生物。會利用人類來捕食人類。
魔音恐懼獸 尤尼佐 ／魔音ホラー ユニゾ
演奏悅耳的樂曲，使人們內心產生美好的幻覺後捕食。其醜惡的姿態和美妙的歌聲形成強烈對比。
號龍 ／号竜
西格特的魔戒獸。全長約1公尺。
平時收納於西格特隨身攜帶的木箱中，轉動木箱上的把手即可釋放。
具有自我意識，可基本的活動；然而，仍需魔戒法師透過魔導筆的操控，才有辦法百分百發揮其價值及威力。
可從口中噴出魔導火球以攻擊敵人。
鳴札 ／鳴札
魔戒法師使用之生成魔導火的魔導具。
約半個手掌大小，由U型外框加上可選旋轉的活門組成。只要心中想著標的物，往活門吹一口氣，即可生成魔導火。
不僅可藉由魔導火追蹤、辨識恐懼獸，也能用於魔戒騎士、魔戒法師間的聯繫。
另外，鳴札也可發動符咒。
魔針盤 ／魔針盤
魔戒法師使用的魔導具。
手掌大小般的圓盤型道具，盤面為水。
能夠投射出建築物或地形圖，搭配魔導筆可探測出恐懼獸的所在地，甚至連魔戒龍幼魚的記憶都能投映。
如同雷達般的存在。
魔戒龍幼魚 ／魔界竜の稚魚
從烈花魔導筆中釋放出的魔界生物。
其特徵為外型及大小同金魚，頭部如大象般有著長鼻子。
烈花藉由魔導筆可操控幼魚，除了可以封住恐懼獸的行動外，也可探測恐懼獸的所在地以及動向。
故事尾聲，烈花以一隻幼魚作為兩人間的羈絆送給了鋼牙。札爾巴隨興地替它取名為「薰」。
魯比斯魔劍 ／ルビスの魔剣
以恐懼獸的牙為原料製成的短劍，號稱「惡魔金屬」。
擁有打破結界的能力，持有魔劍者即可破除屏障進入魔鏡空間。
然而，魔劍只具有使持有者進入魔鏡空間的能力，並無足夠力量讓持有者返回人世間。
只有消滅卡爾瑪才能離開；也因此有許多的魔戒騎士與魔戒法師的靈魂仍被囚禁於空間之中。

## 主題曲
《牙狼 〜SAVIOR IN THE DARK〜 RED REQUIEM ver.》
- 演唱 - JAM Project feat. 影山浩宣、詞曲 - 影山浩宣、編曲 - 寺田志保

第一季片頭曲的改編抒情版，片尾播出。

## 製作團隊
- 原作・總導演 - 雨宮慶太
- 執行製作 - 二宮清隆
- 總監製 - 吉田健太郎
- 製片 - 佐藤滿、夏井佳奈子、比嘉一郎
- 編劇 - 江良至、雨宮慶太
- 設定 - 田口惠
- 音樂總監 - 井上俊次
- 音樂&音效 - 栗山善親、寺田志保
- 特殊服裝 - 竹田團吾、JAP工房、SERIKA
- 特殊化妝 - G・a・R・P
- 視覺效果 - 小坂一順
- CG監製 - 迫田憲二
- CG導演 - 中川茂之
- 動作指導 - 橫山誠
- 特別協力 - Sansei R&D、AAC STUNTS、クラウド
- 技術協力 - OMNIBUS JAPAN INC.
- 製作公司 - 東北新社

## 相關備註
1. ↑  日本方面分級為PG-12，相當於臺灣的保護級；臺灣播出時，因顧慮劇中較為露骨的鏡頭，影片分級則為限制級。
2. ↑  劇中並未提及ケンギ漢字，而是要到《牙狼外傳：桃幻之笛》才會出現。
3. ↑  詩音的片假名為シオン，英文為Shion。

## 外部連結
- 官方網站 （页面存档备份，存于）
- 牙狼PROJECT （页面存档备份，存于）